# جبريل فورمان
جبريل فورمان هو محامي وقاضي وسياسي أمريكي، ولد في 1800، وتوفي في 1854. نشط حزبياً في حزب اليمين. وقد انتخب عضو مجلس ولاية نيويورك ‏.